# Сперлонга
Сперло̀нга (на италиански: Sperlonga, на местен диалект Špëlònghë, Шпълонгъ) е малко пристанищно градче и община в Централна Италия, провинция Латина, регион Лацио. Разположено е на брега на Тиренско море. Населението на общината е 3277 души (към 2010 г.).